# 烏海市
烏海市（うかいし、モンゴル語：ᠦᠬᠠᠢ
ᠬᠣᠲᠠ　 Üqai qota）は、中華人民共和国内モンゴル自治区に位置する地級市。黄河とゴビ砂漠、オルドス砂漠の間、北緯39度39分、東経106度41分に位置する。
鉱業、発電、金属、化学鉱業そしてブドウ農家と酪農が主な産業である。包蘭線の沿線にあり、2003年には空港が完成した。

## 行政区画
3市轄区を管轄する。
- 市轄区：
  - 海勃湾区・ウダ区（烏達区）・海南区

| 烏海市の地図           |
| ---------------------- |
| 海勃湾区 ウダ区 海南区 |

烏海市は1976年に黄河を隔てて向かい合う烏達と海勃湾という二つの県級市が合併してできた。それ以前はこの二つの市はバヤンノール盟（現バヤンノール市）とイフ・ジョー盟（現オルドス市）にそれぞれ属していた。大型炭鉱（烏達鉱務局と海勃湾鉱務局）によって発展しており、この市の人口の大部分は移民からなる。

### 年表
この節の出典
- 1975年8月30日 - 内モンゴル自治区バヤンノール盟ウダ市、イフ・ジョー盟海勃湾市が合併し、烏海市が発足。(1市)
- 1979年12月13日 - 海勃湾区・ウダ区・海南区を設置。(3区)